# Hypoleria orolina
Hypoleria orolina är en fjärilsart som beskrevs av William Chapman Hewitson 1861. Hypoleria orolina ingår i släktet Hypoleria och familjen praktfjärilar. Inga underarter finns listade i Catalogue of Life.